# Brian Cusworth
Brian Cusworth (St. Louis, 9 de marzo de 1984) es un exbaloncestista estadounidense que mide 2,13 metros y jugaba en la posición de pívot.

## Biografía
Cusworth asistió a la Universidad de Harvard, donde jugó cuatro temporadas con los Harvard Crimson en la Ivy League, promediando 12,1 puntos, 7 rebotes y 1 asistencia por partido en 86 encuentros.
En el verano del 2007 dio el salto a Europa y fichó por el conjunto estonio del Tartu Üllikool Rock, con 15.3 puntos y 5.9 rebotes en la liga báltica; 18.4 puntos y 6.3 rebotes en la liga estona y 12.9 puntos, 7.2 rebotes y 1.2 tapones en la FIBA Eurocup, competición en la que además disputó el All Star. En Estonia, Cusworth ganó la liga de ese país, además de ser designado como el mejor jugador de la competición.
En 2008 jugó en el Leche Río Breogán de la LEB Oro, equipo con el que tuvo estos promedios: 16 puntos, 7.1 rebotes y 1.2 tapones por partido. Se trata de un jugador muy móvil, ágil y rápido, con buena mano para el lanzamiento y que además destaca jugando de espaldas a canasta.
Tras disputar com Bàsquet Manresa la temporada 2009-2010 en la liga ACB, tuvo que dejar el Club al inicio de la temporada siguiente por graves problemas en sus tobillos.
Volvió a jugar a fines de 2012 en los Maine Red Claws de la NBA Development League, pero sólo disputó 3 encuentros.
En enero de 2013 fue fichado por el club alemán ratiopharm Ulm, pero al mes siguiente se desvinculó del equipo por no estar en condiciones de competir en la Basketball Bundesliga. No llegó a actuar en ningún partido oficial. 